# Cimetière de Choisy-le-Roi
Le cimetière de Choisy-le-Roi est le cimetière communal de la ville de Choisy-le-Roi, dans le Val-de-Marne en grande banlieue parisienne. Il a été ouvert en 1851 pour remplacer le vieux cimetière de la rue de Vitry (aujourd'hui rue Émile-Zola).

## Description
Il abrite le cénotaphe de Rouget de Lisle, auteur de La Marseillaise, dont la dépouille a été transférée aux Invalides en 1915. On remarque le monument aux morts de la guerre de 1870 représentant un soldat mûr brandissant son fusil à tabatière, sculpté par Aristide Croisy (1840-1899) et fondu par Durenne, ainsi que les trois chapelles funéraires identiques (fort endommagées), de style néogothique, de la famille Boulenger, industriels des faïenceries de Choisy-le-Roi qui employait ici encore plus de 1 400 ouvriers en 1930. Certaines tombes présentent un buste (comme celle du docteur Boudeau mort en 1911) ou médaillon de la personne défunte.
Le 6 septembre 1944, treize FFI de Choisy-le-Roi sont inhumés ici ; ils avaient été fusillés deux semaines auparavant dans le bois de Congis par des miliciens à la solde des Allemands. Une stèle rappelle leur mémoire.

## Personnalités inhumées
- Claude-Étienne Bourdin (1815-1886), médecin aliéniste,
- Yves Léger (1919-1944), compagnon de la Libération,
- Louis Luc (1927-1996), journaliste et maire communiste de Choisy-le-Roi,
- Pierre Naudin (1923-2011), journaliste et écrivain.
- Erick Saint-Laurent (1948-2021), chanteur français.

## Illustrations

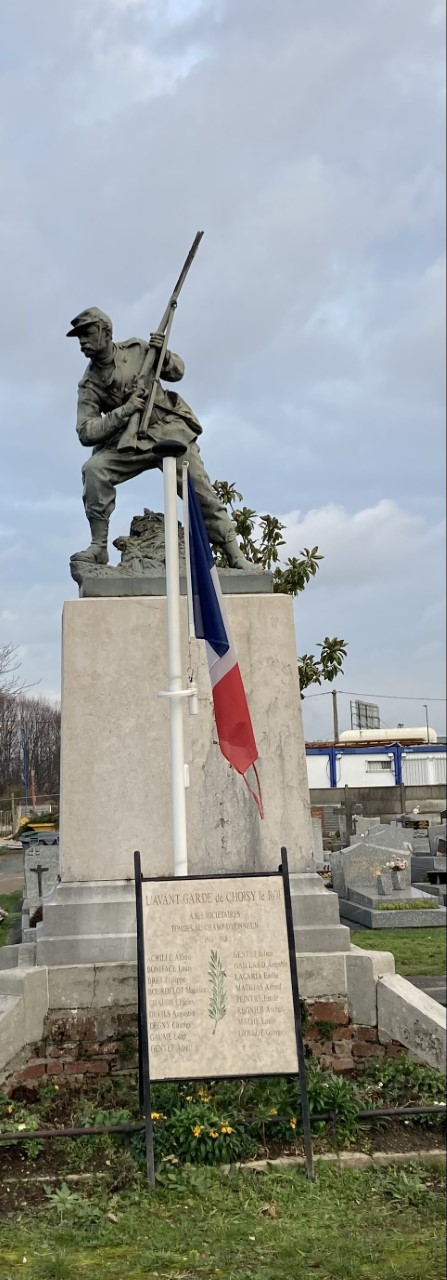
Monument aux morts de la guerre de 1870.
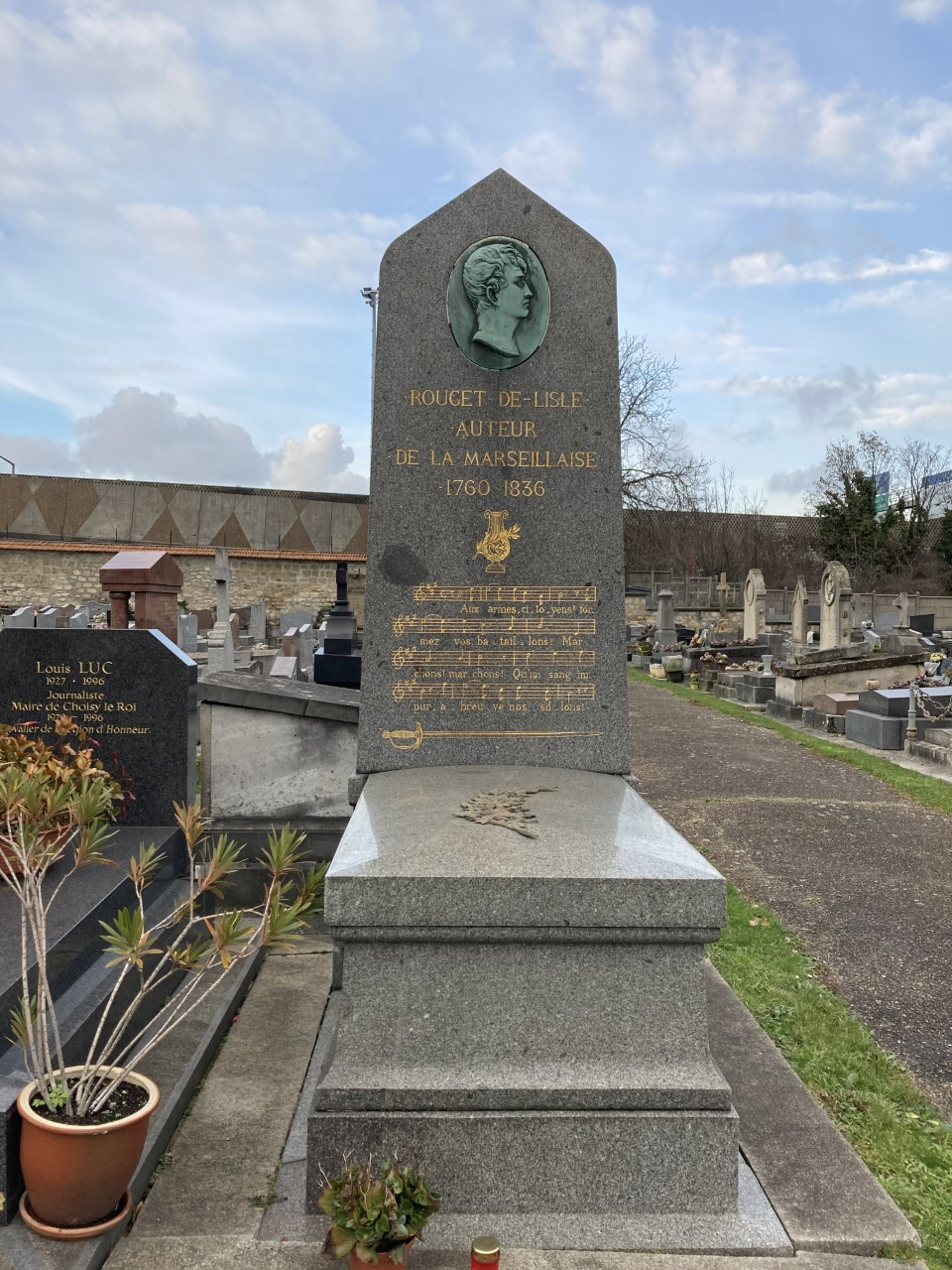
Cénotaphe de Rouget de Lisle.
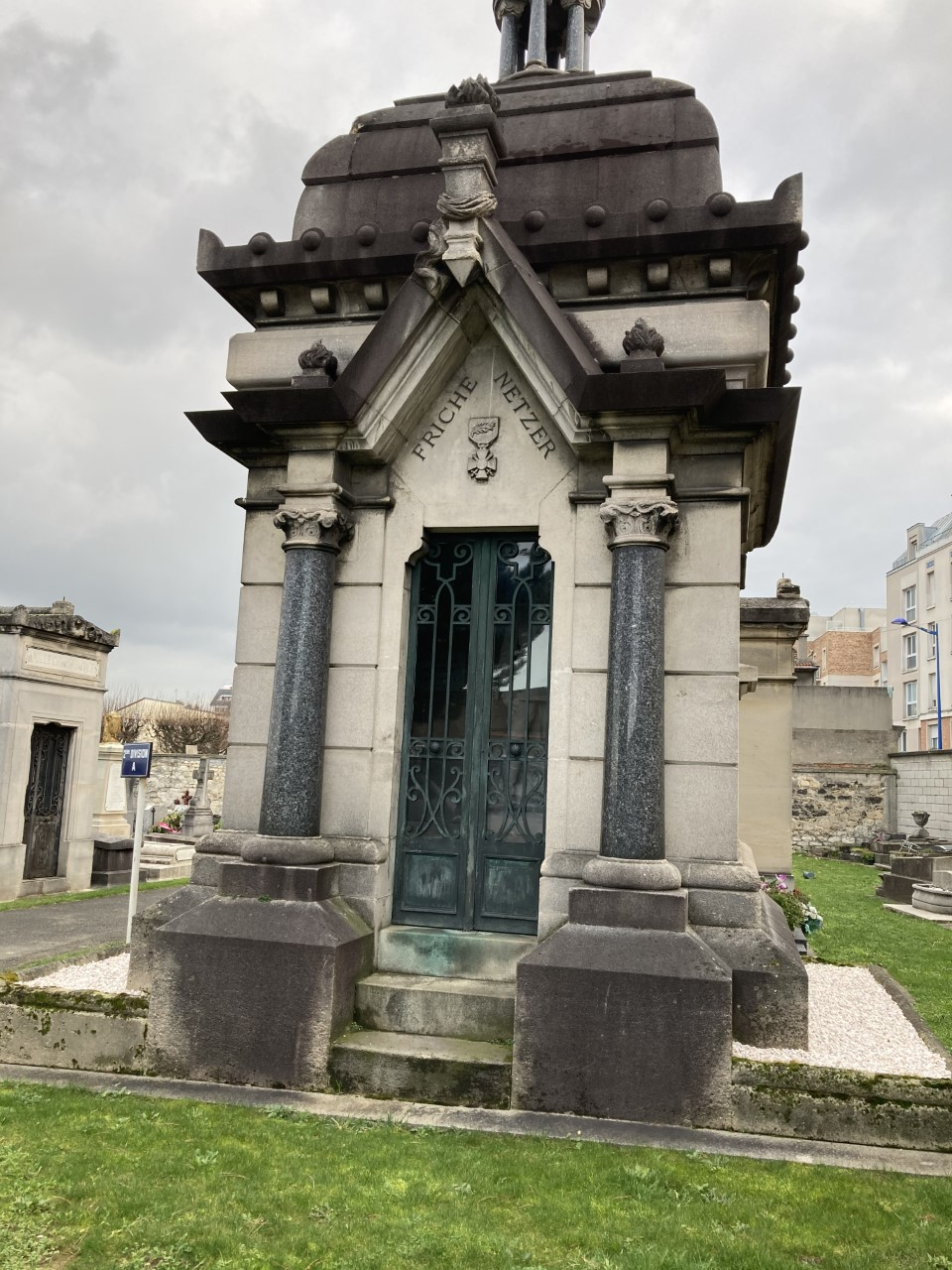
Sépulture Friche Netzer.
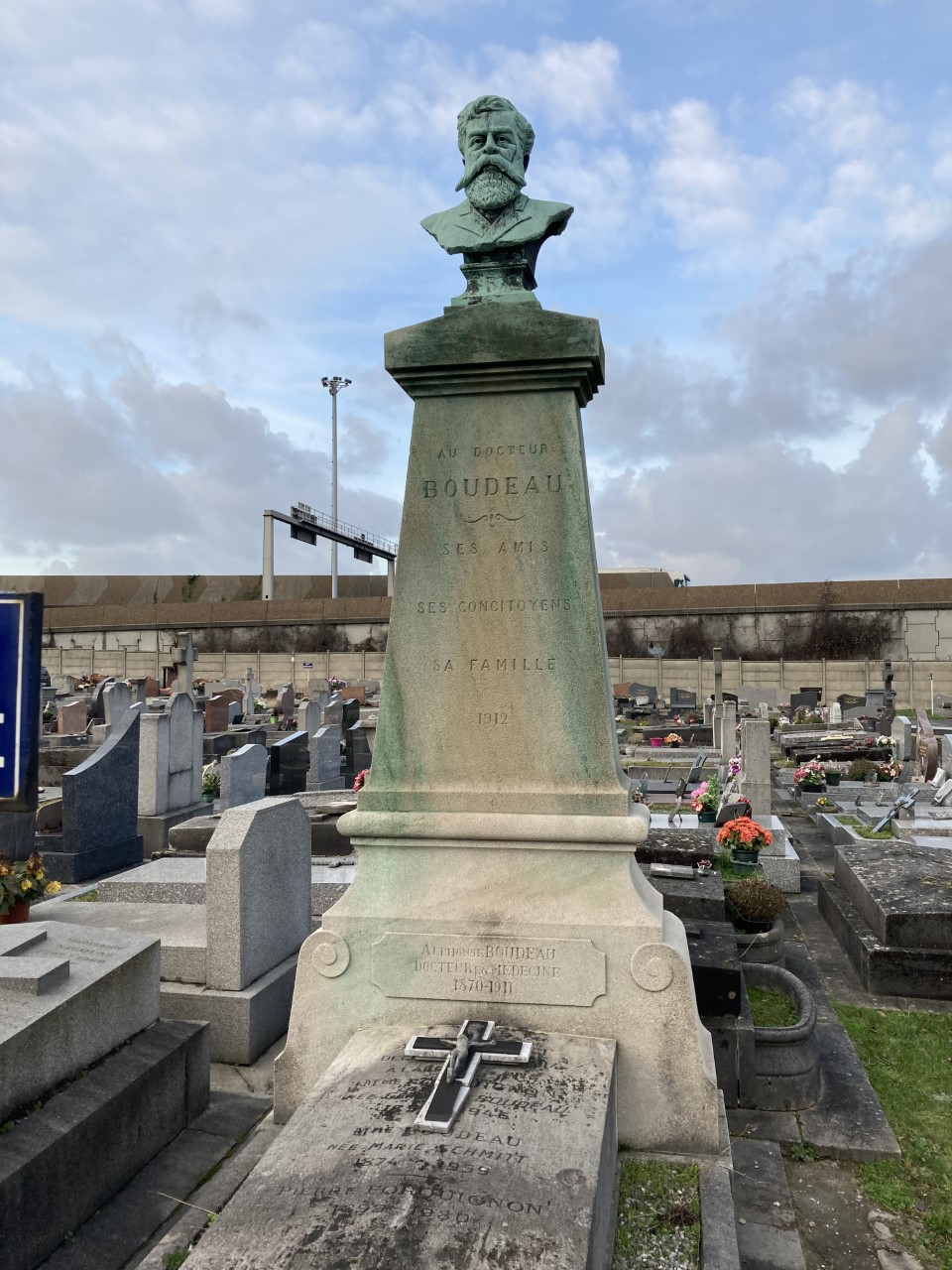
Sépulture du Dr Boudeau.